# Simon Arzt

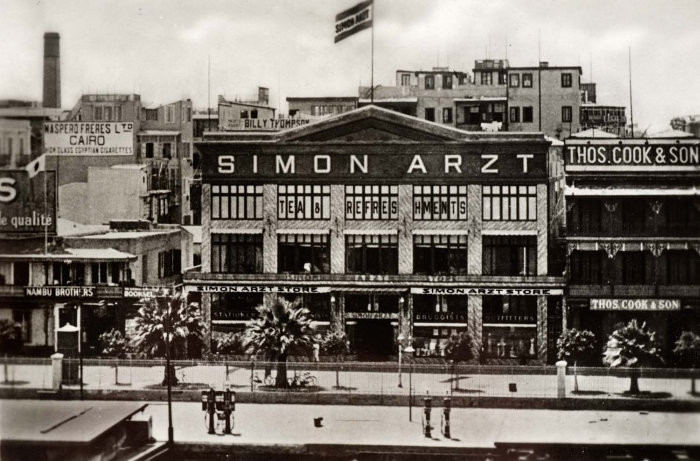
Ladengeschäft von Simon Arzt in Port Said

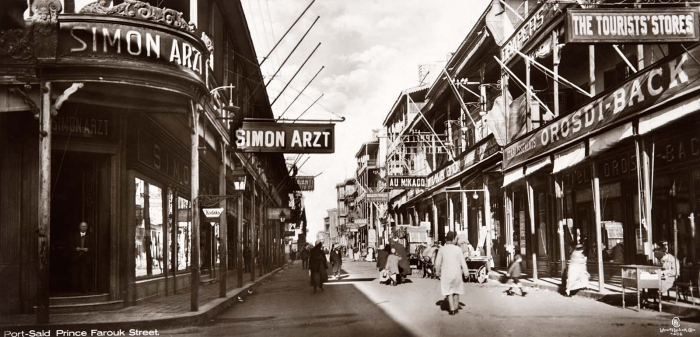
Ladengeschäft von Simon Arzt in Port Said

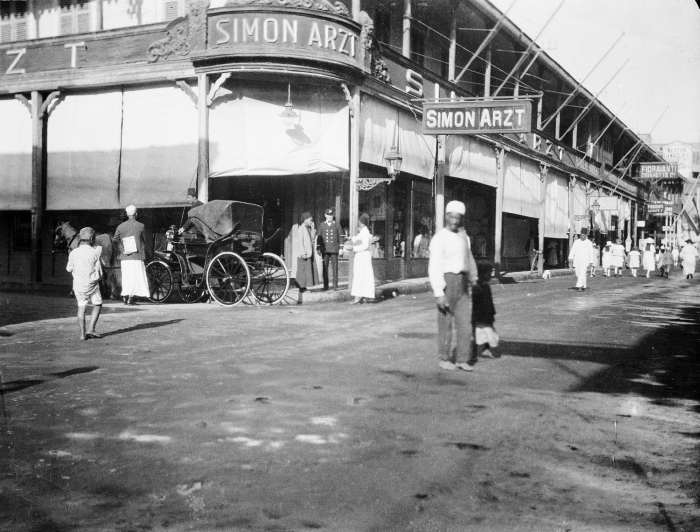
Ladengeschäft von Simon Arzt in Port Said

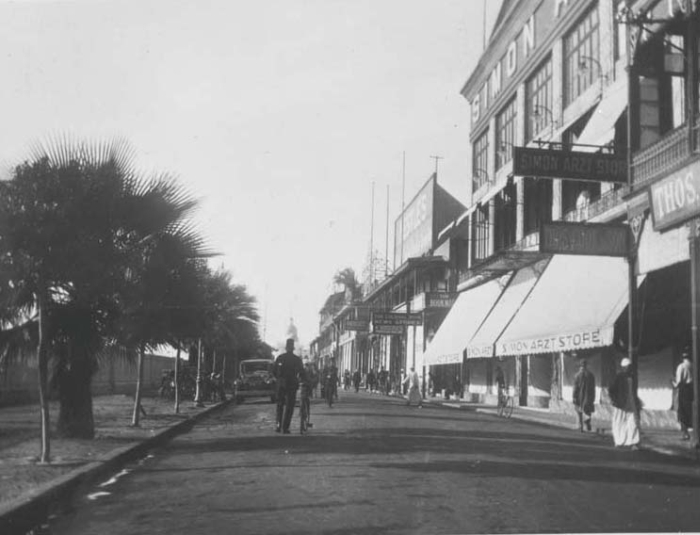
Ladengeschäft von Simon Arzt in Port Said

Simon Arzt (* 1814; † 1910) war ein jüdischer Zigarettenfabrikant und Kaufmann in Port Said/Ägypten.
Simon Arzt nutzte den durch Steuer- und Zollbestimmungen begünstigten Tabakanbau in Ägypten für seine Zigarettenfabrikation. Zu den erfolgreichen Zigarettenmarken gehörte unter anderem „Simon Arzt“, „Simon Arzt Filter“ (Produktion von 1957–1985) und „Simon Arzt No. 70L“ (Large Size), die alle, 20-Stück-weise, in einer mit orientalischen Motiven buntbebilderten Blechschachtel verkauft wurden. Simon Arzt ist Generationen von Rauchern durch die mit orientalischen Motiven bunt bebilderten Tabakdosen bekannt, die sein Porträt und seinen Namen tragen.

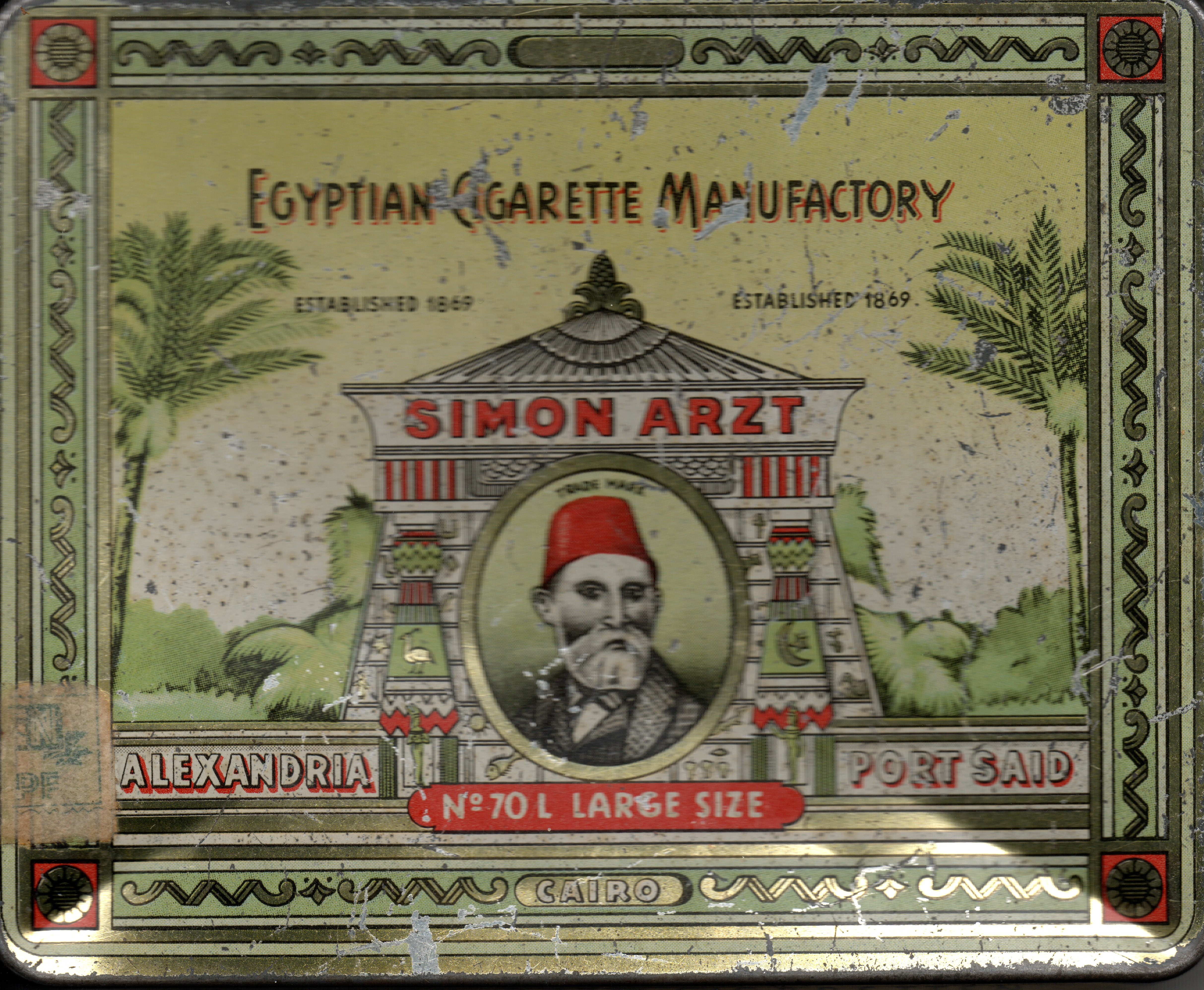
Metallschachtel Sorte No 70 L Large Size

Allerdings ist umstritten, ob das Bild wirklich den Mann zeigt, der 1869 im Jahr der Eröffnung des Suezkanals als türkischer Tabakzüchter nach Port Said kam. Seine Zigarettenproduktion war so erfolgreich, dass er 1907 eine weitere Fabrik in Kairo und 1913 in Alexandria folgen ließ. Die frühen Simon-Arzt-Tabakdosen weisen auf diese frühen Produktionsstandorte hin. Das Geschäft „Simon Arzt Store“ lag ursprünglich in der „Rue du Commerce“ in Port Said. Auf alten Postkarten wirbt die Ladenfront neben Tabakprodukten auch für Kolonialwaren.
So wurden zum Beispiel Spitzen aus Malta und China, Silber aus Damaskus, ägyptische Stickereien sowie Reisekleidung und indische Tropenhelme zu festen Preisen angeboten. Die Fixpreise zielten auf das internationale, gut betuchte Publikum, das kam, um den Suezkanal zu bestaunen und dem das im Orient übliche Feilschen ungewohnt war. Im Laufe der Jahre expandierte das Kaufhaus und wurde immer größer und aufwendiger gestaltet, bis es schließlich den ganzen Häuserblock umfasste.
1923 entschloss man sich, ein neues, modernes Kaufhaus direkt am Hafen von Port Said (neben Thomas Cook & Son.) zu bauen. Das Geschäft am Wasser, eines der größten Kaufhäuser seiner Zeit, wurde zu einer weltweit bekannten Attraktion. Es hatte eine Gesamtfläche von etwa zweitausend Quadratmetern, mit einer Straßenfassade von vierzig Metern und bestand aus einer rechteckigen Halle mit Galerien über zwei Etagen. Die Glasdecke ermöglichte die Beleuchtung durch natürliches Licht.
Das Gebäude war ein typisches Beispiel für den modernen europäischen Stil entlang der Mittelmeerküste, wie man sie noch heute mit den Galleria Vittorio Emanuele II in Mailand und Neapel finden kann. Hier konnte sich der Reisende auf dem Weg nach Afrika, Indien und in den Fernen Osten mit allem Notwendigen versorgen. Solange ein Passagierdampfer vor Anker lag, blieben die Türen offen. Die Verkäufer waren in weiße Anzüge und roten Fez oder Tarbooshes gekleidet und bereit, den Touristen alles, was sie benötigten, zu verkaufen: Tropenhelme, Kosmetika und Tropenkleidung. Es gab auch einen Friseur, ein Foto-Studio, eine Apotheke, einen Blumenladen und sogar ein eigenes Postamt. Die Geschäfte liefen schließlich so erfolgreich, dass in Neu-Delhi und Paris Filialen errichtet wurden.
Sylvia Modelski, die in Port Said in den 1930er Jahren in einer jüdischen Familie aufwuchs und zwei Kaufhäuser in der Stadt besaß, erzählt in ihren Memoiren Port Said Revisited dagegen eine andere Geschichte. Danach war Simon Arzt kein Zigarettenhersteller aus der Türkei, sondern ein US-amerikanischer Investor aus New York, der in Port Said im späten 19. Jahrhundert ein auch nach heutigen Maßstäben großes Warenhaus errichtete. Durch sein international orientiertes Marketing und seine modernen Werbemethoden habe er auch bald den gehobenen Markt für sich gewinnen können.
Nach Hazelle Jackson hätten, nachdem er im Jahre 1896 gestorben war, zunächst sein Neffe Max Mouchly (1874–1950) und danach Simon Benderli die Nachfolge angetreten. Es sei aber Max Mouchly gewesen, der das Geschäft 1924 in die neuen, modern ausgestatteten Räumlichkeiten direkt am Wasser (jetzt Quai Palästina) verlegt habe. Die Familie habe, in Entsprechung zu den Neiman Marcuses aus Dallas, in Port Said immer auf großem Fuße gelebt. Problematisch an den Erinnerungen von Sylvia Modelski ist jedoch, dass sie sich historisch nicht belegen lassen.
So gibt es keine Hinweise auf den Umzug eines Simon Arzt von New York nach Port Said. Zu dem als Neffe von Simon Arzt bezeichneten Max Mouchly und zu dem späteren Geschäftspartner in den 1920er Jahren, Simon Benderli (Benderli solle das Geschäft von Mouchly in den 1930er Jahren übernommen haben), lässt sich lediglich feststellen, dass der Nachname des Vaters Mouchlam lautete. Irgendwann soll Max ihn in Mouchly oder Mouchli verändert haben. Im Jahr 1938 wird er im  von Fargeon-Lexikon über das Leben der Juden in Ägypten bis 1938 aufgeführt und im Index als Präsident des Gemeindeausschusses von Port Said und als „Geschäftspartner von Simon Benderli“ genannt, was man als Verweis auf das Kaufhaus von Simon Arzt verstehen kann.
Auch Simon Benderli ist 1938 im Fargeon als ein „prominenter Jude in Port Said“ und als „Präsident der B’nai B’rith Loge“ aufgeführt. Ein Simon Arzt ist in diesem Index jedoch nicht aufgenommen. Die Geschichte der Familie Benderli ist minutiös dokumentiert und beschreibt die lange Verbindung der Benderlis mit der Stadt Port Said, die bis in das Jahr der Eröffnung des Suezkanals zurückreicht. Der Familienname ist abgeleitet von der Stadt Bendery, etwa 100 km nordwestlich von Odessa, in der die Familie im frühen 19. Jahrhundert lebte.
Nach schweren Judenverfolgungen in den 1830er Jahren immigrierten der Kaufmann David Benderli und dreißig andere Familien nach Zafed (Safed) in Palästina. Der Neustart dort war zunächst schwierig. Um die lokale Wirtschaft anzukurbeln, erteilte das Osmanische Reich 1850 den Juden Handelskonzessionen. David Benderli nutzte diese Chance und begann ein Import- und Exportgeschäft, mit dem er große Gütermengen vom Mittleren Osten bis nach Ägypten bewegte. Der Familienbetrieb gedieh so gut, dass ein Cousin, Shimon Benderly, in den 1870er Jahren eine riesige Lagerhalle und einen privaten Schiffsanleger in Port Said einrichten konnte. Nach der Familienchronik war es Shimon, der dort auch eine Zigarettenproduktion mit dem Namen Simon-Arch oder Arzt eröffnete.

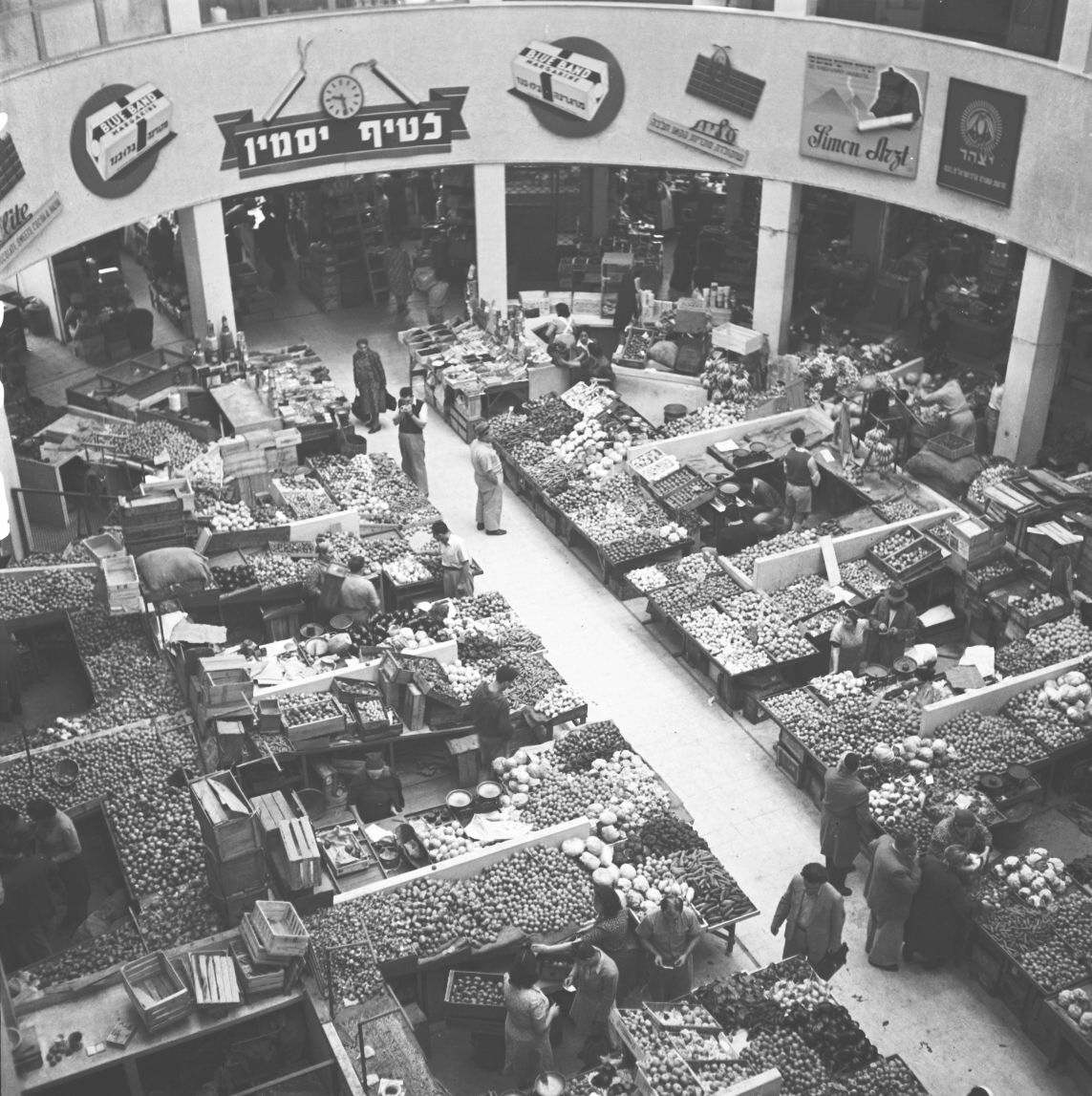
Haifa: Markthalle Talpiot mit Werbeplakat von Simon Arzt, 1946

Der Familienpatriarch David Benderli selbst leitete die Geschäfte weiter von Zafed aus, wo er im Jahre 1883 starb. Mit dem Zerfall des Osmanischen Reiches am Ende des 19. Jahrhunderts entwickelten sich auch die Familiengeschäfte rückläufig. Lediglich der Familienzweig in Port Said florierte und ermöglichte es Simon Benderli in Zusammenarbeit mit Max Mouchli im Jahr 1923 das neue Geschäftshaus und 1938 zusätzlich ein Benderli-Gebäude (ein Appartementhaus nicht weit vom französischen Gymnasium entfernt) zu errichten.
Es gibt aber auch noch eine weitere Version zur Herkunft von Simon Arzt. Nach Albert Braunstein in Melbourne, Australien, einem Urenkel von Sara Malia Arzt aus Port Said, kam seine Urgroßmutter mit einigen Geschwistern zum Zeitpunkt der Eröffnung des Suezkanals 1869 nach Port Said. Die Urgroßmutter sei in Jarosław, Galizien, geboren, was damals noch Teil der österreichisch-ungarischen Doppelmonarchie war. Einer der Vettern seines Vaters hätten Simon Arzt und seine Frau und die Tochter Rosine noch gekannt. So habe auch Maurice Fargeon in seinem Lexikon einen Simon Arzt als 1910 im Alter von 96 Jahren auf dem Friedhof in Port Said verstorben aufgeführt (Les Juifs en Egypte, 1938).
Diese Information widerspricht dem Hinweis von Sylvia Modelski, dass der ebenfalls aus Galizien stammende Simon Arzt 1896 verstorben sei. Hier könnte eventuell eine Verwechselung vorliegen, da nach Erzählungen des Vetters, der seine Frau und Tochter noch gekannt hatte, Simon Arzts Sohn Mayer im Alter von vierundzwanzig Jahren von seiner Geliebten vergiftet worden sein soll. Mayer Arzt (* 1873) sei im Jahr 1897 gestorben. Hier könnte es sich um den Arzt handeln, dessen Tod von Sylvia Modelski auf das Jahr 1896 datiert wird. Gesichert ist, dass Simon Benderly, der im frühen 20. Jahrhundert in Port Said lebte, Table Brisk heiratete und zwei Kinder, Alma und Henri, mit ihr hatte. Zu den weiteren Nachfahren gehören Arie Benderly und Shlomom Benderly. Die Schreibweise des Namens scheint sich von Benderli in Benderly geändert zu haben. In welcher Beziehung sie zu Simon Arzt stehen, bleibt jedoch unklar.
Die erfolgreichen Zigarettenmarken wurden in den 1950er Jahren, bis auf die Marke „Equator Golden Virginia“, die an die Sonntag Cigarettenfabrik GmbH in Bonn ging, von dem Branchenriesen British American Tobacco (BAT) übernommen. Von 1952 bis 1974 wurden noch unter der Firmierung "Simon-Arzt Cigarettenlizenz GmbH Bonn" Zigaretten vertrieben, bis diese abgewickelt und in die alleinige Gesellschafterin BAT eingegliedert wurde.